# John Dodson
John Thomas Dodson III (Albuquerque, 26 settembre 1984) è un lottatore di arti marziali miste statunitense.
Combatte nella categoria dei pesi gallo per l'organizzazione UFC. In passato ha combattuto nella categoria dei pesi mosca per l'organizzazione UFC, nella quale è stato un contendente al titolo di categoria nel 2013 e nel 2015, venendo sconfitto dal campione Demetrious Johnson; nel 2011 vinse il torneo dei pesi gallo della 14-esima edizione del reality show The Ultimate Fighter.

## Carriera nelle arti marziali miste

### Inizi
John Dodson nasce nel Nuovo Messico da genitori di origini afroamericane e filippine.
Come molti altri atleti statunitensi di arti marziali miste Dodson vanta un buon background nella lotta libera a livello scolastico, essendo stato per due volte campione statale del Nuovo Messico.
Nel 2002 Dodson inizia ad allenarsi nella palestra di Greg Jackson che ha sede proprio ad Albuquerque, sua città natale.
Debutta nel 2004 con una vittoria per sottomissione in un incontro per una promozione locale.
Già nel suo secondo match ha la possibilità di combattere in Giappone contro il futuro campione Shooto Yasuhiro Urushitani, lottatore che negli anni a venire si confermerà uno dei lottatori più forti dei pesi mosca: Dodson subisce la sua prima sconfitta in carriera, venuta per decisione dei giudici di gara.
Dal 2005 al 2010 Dodson combatterà in promozioni minori degli Stati Uniti, mettendo a segno un record personale di 11-5 e ottenendo vittorie importanti contro il futuro lottatore WEC Clint Godfrey e l'imbattuto prospetto John Moraga; in quegli anni lotta anche per il titolo dei pesi mosca Ultimate Warrior Challenge, perdendo la sfida decisiva per pochi punti.

### Ultimate Fighting Championship
Causa la momentanea assenza della divisione dei pesi mosca nella promozione dominante UFC Dodson accetta di combattere come peso gallo e nel 2011 prende parte alla 14-esima stagione del reality show The Ultimate Fighter organizzato proprio dall'UFC: allenato da Jason "Mayhem" Miller riesce a vincere il torneo di categoria dominando nell'ordine John Albert, l'esperto Johnny Bedford ed in finale mette KO l'imbattuto T.J. Dillashaw, vincendo il torneo ed ottenendo il premio Knockout of the Night.
Ottenuto un contratto con l'UFC Dodson scende nella neonata divisione dei pesi mosca, categoria più consona al suo fisico.
Debutta in tale categoria UFC nel 2012 con una vittoria per decisione unanime su Tim Elliott, lottatore che sostituiva l'indisponibile Darren Uyenoyama.
In seguito, dato anche il corto roster del quale disponeva l'UFC in quel momento per i pesi mosca, Dodson poté subito combattere un incontro che avrebbe determinato il contendente al titolo che era nelle mani del neo-campione Demetrious Johnson: Dodson affrontò il forte brasiliano Jussier Formiga, al tempo unanimemente considerato uno dei primi 5 pesi mosca al mondo, e in quell'incontro Dodson dimostra di avere un pugno da KO per la categoria dei pesi mosca, riuscendo a stendere il proprio avversario nel secondo round.
Il match per il titolo si svolse nel gennaio 2013 con l'evento UFC on Fox: Johnson vs. Dodson contro il campione in carica Demetrious Johnson: Dodson partì bene nei primi due round ma calò notevolmente alla distanza, e al termine dell'incontro tutti i giudici assegnarono la vittoria al rivale.
In ottobre torna alla vittoria con uno spettacolare KO nel primo round contro il promettente Darrell Montague, venendo premiato con il riconoscimento Knockout of the Night.
In dicembre avrebbe dovuto sostituire Ian McCall ed affrontare l'ex peso gallo Scott Jorgensen, ma proprio Dodson s'infortunò.
Nel giugno 2014 si impose anche sull'ex contendente al titolo e numero 5 dei ranking John Moraga, contro il quale aveva già vinto un incontro nel 2010.
In seguito all'incontro dovette operarsi al legamento crociato anteriore e al menisco.
A maggio dell'anno successivo sconfigge per decisione unanime Zach Makovsky, all'evento UFC 187. Mentre a settembre del 2015 affronta nuovamente il campione in carica Demetrious Johnson; Dodson venne sconfitto per decisione unanime, sfumando per la seconda volta l'opportunità di diventare il nuovo campione dei pesi mosca.
Il 16 aprile del 2016 dovette affrontare Manvel Gamburyan in un match valido per la categoria dei pesi gallo. A soli 47 secondi dall'inizio del match, Dodson sfruttando la sua velocità riuscì a colpire ripetutamente il volto di Gamburyan con una serie di pugni, ponendo fine all'incontro per KO tecnico.
A ottobre dovrà affrontare il brasiliano John Lineker. Durante la cerimonia del peso, Lineker superò il limite massimo della categoria, pesando 61,9 kg. Il match venne quindi spostato nella categoria catchweight. Il match durò ben 5 riprese, dove entrambi i lottatori scambiarono un gran numero di colpi in piedi, regalando al pubblico un grandissimo incontro. Alla fine Dodoson venne sconfitto per decisione non unanime.

## Risultati nelle arti marziali miste
Gli incontri segnati su sfondo grigio si riferiscono ad incontri di esibizione non ufficiali o comunque non validi per essere integrati nel record da professionista.
| Risultato | Record | Avversario          | Metodo                           | Evento                                     | Data              | Round | Tempo | Città                             | Note                                          |
| --------- | ------ | ------------------- | -------------------------------- | ------------------------------------------ | ----------------- | ----- | ----- | --------------------------------- | --------------------------------------------- |
| Sconfitta | 21-12  | Merab Dvalishvili   | Decisione (unanime)              | UFC 252: Miocic vs. Cormier 3              | 15 agosto 2020    | 3     | 5:00  | Las Vegas, Stati Uniti            |                                               |
| Vittoria  | 21-11  | Nathaniel Wood      | KO Tecnico (pugni)               | UFC Fight Night: Anderson vs. Błachowicz 2 | 15 Febbraio 2020  | 3     | 0:16  | Rio Rancho, Stati Uniti           |                                               |
| Sconfitta | 20-11  | Petr Yan            | Decisione (unanime)              | UFC Fight Night: Błachowicz vs. Santos     | 23 Febbraio 2019  | 3     | 5:00  | Praga Repubblica Ceca             |                                               |
| Sconfitta | 20-10  | Jimmie Rivera       | Decisione (unanime)              | UFC 228: Woodley vs. Till                  | 8 Settembre 2018  | 3     | 5:00  | Dallas, Texas, Stati Uniti        |                                               |
| Vittoria  | 20-9   | Pedro Munhoz        | Decisione (non unanime)          | UFC 222: Cyborg vs. Kunitskaya             | 3 marzo 2018      | 3     | 5:00  | Las Vegas, Stati Uniti            |                                               |
| Sconfitta | 19-9   | Marlon Moraes       | Decisione (non unanime)          | UFC Fight Night: Poirier vs. Pettis        | 11 novembre 2017  | 3     | 5:00  | Norfolk, Stati Uniti              |                                               |
| Vittoria  | 19-8   | Eddie Wineland      | Decisione (unanime)              | UFC Fight Night: Swanson vs. Lobov         | 22 aprile 2017    | 3     | 5:00  | Nashville, Stati Uniti            |                                               |
| Sconfitta | 18-8   | John Lineker        | Decisione (non unanime)          | UFC Fight Night: Lineker vs. Dodson        | 1 ottobre 2016    | 5     | 5:00  | Portland, Stati Uniti             | Incontro Catchweight 61,9 kg                  |
| Vittoria  | 18-7   | Manvel Gamburyan    | KO Tecnico (pugni)               | UFC on Fox: Teixeira vs. Evans             | 16 aprile 2016    | 1     | 0:47  | Tampa, Stati Uniti                | Ritorna nei Pesi Gallo                        |
| Sconfitta | 17-7   | Demetrious Johnson  | Decisione (unanime)              | UFC 191: Johnson vs. Dodson 2              | 5 settembre 2015  | 5     | 5:00  | Las Vegas, Stati Uniti            | Per il titolo dei Pesi Mosca UFC              |
| Vittoria  | 17-6   | Zach Makovsky       | Decisione (unanime)              | UFC 187: Jones vs. Johnson                 | 23 maggio 2015    | 3     | 5:00  | Las Vegas, Stati Uniti            |                                               |
| Vittoria  | 16-6   | John Moraga         | KO Tecnico (stop medico)         | UFC Fight Night: Henderson vs. Khabilov    | 7 giugno 2014     | 2     | 5:00  | Albuquerque, Stati Uniti          |                                               |
| Vittoria  | 15-6   | Darrell Montague    | KO (pugno)                       | UFC 166: Velasquez vs. dos Santos 3        | 19 ottobre 2013   | 1     | 4:13  | Houston, Stati Uniti              |                                               |
| Sconfitta | 14-6   | Demetrious Johnson  | Decisione (unanime)              | UFC on Fox: Johnson vs. Dodson             | 26 gennaio 2013   | 5     | 5:00  | Chicago, Stati Uniti              | Per il titolo dei Pesi Mosca UFC              |
| Vittoria  | 14–5   | Jussier Formiga     | KO Tecnico (pugni)               | UFC on FX: Browne vs. Bigfoot              | 5 ottobre 2012    | 2     | 4:35  | Minneapolis, Stati Uniti          | Eliminatoria per il titolo dei Pesi Mosca UFC |
| Vittoria  | 13–5   | Tim Elliott         | Decisione (unanime)              | UFC on Fox: Diaz vs. Miller                | 5 maggio 2012     | 3     | 5:00  | East Rutherford, Stati Uniti      | Passa ai Pesi Mosca                           |
| Vittoria  | 12–5   | T.J. Dillashaw      | KO Tecnico (pugni)               | The Ultimate Fighter 14 Finale             | 3 dicembre 2011   | 1     | 1:54  | Las Vegas, Stati Uniti            | Vince il torneo dei Pesi Gallo TUF 14         |
| Vittoria  | NU     | Johnny Bedford      | KO (pugni)                       | The Ultimate Fighter 14                    | 30 novembre 2011  | 2     | 1:00  | Las Vegas, Stati Uniti            | Torneo dei Pesi Gallo TUF 14, Semifinale      |
| Vittoria  | NU     | John Albert         | Decisione (unanime)              | The Ultimate Fighter 14                    | 26 ottobre 2011   | 2     | 5:00  | Las Vegas, Stati Uniti            | Torneo dei Pesi Gallo TUF 14, Secondo turno   |
| Vittoria  | NU     | Brandon Merkt       | KO Tecnico (pugni)               | The Ultimate Fighter 14                    | 21 settembre 2011 | 1     | 1:37  | Las Vegas, Stati Uniti            | Torneo dei Pesi Gallo TUF 14, Primo turno     |
| Vittoria  | 11–5   | John Moraga         | Decisione (unanime)              | Nemesis Fighting: MMA Global Invasion      | 11 dicembre 2010  | 3     | 5:00  | Punta Cana, Repubblica Dominicana |                                               |
| Vittoria  | 10–5   | Jessie Riggleman    | Decisione (unanime)              | UWC 8: Judgment Day                        | 22 maggio 2010    | 3     | 5:00  | Fairfax, Stati Uniti              |                                               |
| Sconfitta | 9–5    | Pat Runez           | Decisione (non unanime)          | UWC 7: Redemption                          | 3 ottobre 2009    | 5     | 5:00  | Fairfax, Stati Uniti              | Per il titolo dei Pesi Mosca UWC              |
| Vittoria  | 9–4    | Jose Lujan          | KO Tecnico (pugni)               | Duke City MMA Series 2                     | 25 luglio 2009    | 1     | 0:52  | Albuquerque, Stati Uniti          |                                               |
| Vittoria  | 8–4    | Jose Villarisco     | Decisione (unanime)              | UWC 5: Man O' War                          | 21 febbraio 2009  | 3     | 5:00  | Fairfax, Stati Uniti              |                                               |
| Sconfitta | 7–4    | Mike Easton         | Decisione (non unanime)          | UWC 4: Confrontation                       | 11 ottobre 2008   | 3     | 5:00  | Fairfax, Stati Uniti              |                                               |
| Vittoria  | 7–3    | Vern Baca           | KO Tecnico (pugni)               | Battlequest 8                              | 11 aprile 2008    | 2     | 1:06  | Denver, Stati Uniti               |                                               |
| Vittoria  | 6–3    | Zac White           | Sottomissione (rear naked choke) | Last Man Standing: The Prodigy             | 15 dicembre 2007  | 1     | 3:42  | Roswell, Stati Uniti              |                                               |
| Sconfitta | 5–3    | Bill Boland         | Decisione (unanime)              | UCW 7: Anarchy                             | 7 aprile 2007     | 3     | 5:00  | Winnipeg, Canada                  |                                               |
| Vittoria  | 5–2    | Jake Long           | KO Tecnico (body slam e pugni)   | Last Man Standing: Total Devastation       | 17 marzo 2007     | 1     | -     | Roswell, Stati Uniti              |                                               |
| Vittoria  | 4–2    | Clint Godfrey       | Decisione (unanime)              | ROF 27: Collision Course                   | 9 dicembre 2006   | 3     | 5:00  | Castle Rock, Stati Uniti          |                                               |
| Sconfitta | 3–2    | Joe Doherty         | Decisione (unanime)              | ROF 25: Overdrive                          | 29 luglio 2006    | 3     | 5:00  | Vail, Stati Uniti                 |                                               |
| Vittoria  | 3–1    | Jared Moreland      | KO Tecnico (pugni)               | Rumble in the Rockies 2                    | 18 febbraio 2006  | 1     | 2:55  | Loveland, Stati Uniti             |                                               |
| Vittoria  | 2–1    | Johnny Velasquez    | Decisione (non unanime)          | King of the Cage: Socorro                  | 23 luglio 2005    | 2     | 5:00  | Socorro, Stati Uniti              |                                               |
| Sconfitta | 1–1    | Yasuhiro Urushitani | Decisione (unanime)              | GCM: Demolition 041114                     | 14 novembre 2004  | 2     | 5:00  | Tokyo, Giappone                   |                                               |
| Vittoria  | 1–0    | Zac White           | Sottomissione (rear naked choke) | Desert Extreme                             | 3 settembre 2004  | 1     | 3:23  | Socorro, Stati Uniti              |                                               |